# Allemant (Aisne)
Allemant je francouzská obec v departementu Aisne v regionu Hauts-de-France. V roce 2011 zde žilo 178 obyvatel.

## Sousední obce
Laffaux, Nanteuil-la-Fosse, Pinon, Sancy-les-Cheminots, Vaudesson, Vauxaillon

## Vývoj počtu obyvatel
Počet obyvatel 